# ذخیره‌گاه طبیعی خانکا
ذخیره‌گاه طبیعی خانکا (انگلیسی: Khanka Nature Reserve) یک ذخیره‌گاه و منطقه حفاظت شده در سرزمین پریمورسکی کشور روسیه است.